# Episteira confusidentata
Episteira confusidentata là một loài bướm đêm trong họ Geometridae.